# Promozione 1948-1949 (Lega Interregionale Nord)
La Lega Interregionale Nord fu l'ente della F.I.G.C. che gestì il nuovo campionato di Promozione nella stagione sportiva 1948-1949. La manifestazione fu organizzata dalla Lega Interregionale Nord avente sede a Torino in via Volta 3, e fu la continuazione nei fatti, ma non nel titolo sportivo, della Serie C del secondo dopoguerra. Nella giurisdizione della Lega ricadevano le società aventi sede nell'Alta Italia al di sopra del Po.
Il regolamento metteva in palio 6 posti per la Serie C, cioè uno per ciascun girone, mentre la retrocessione avrebbe colpito 24 squadre, cioè quattro per ogni raggruppamento. Si deve notare come a fine stagione, nell'intento di un'ulteriore riduzione dei quadri dei campionati, si deliberò il blocco dei ripescaggi.

## Aggiornamenti
- L'Associazione Sportiva Canelli, collassata finanziariamente, ha rinunciato ai campionati della stagione 1948-1949.
- L'Unione Sportiva Juventus Domo ha ottenuto per la stagione 1948-1949 lo spostamento in Prima Divisione regionale, favorendo la riammissione in Serie C dell'Omegna Sportiva; il Girone B risulta quindi in sottonumero.

## Girone A

### Classifica
|  | Pos. | Squadra            | Pt | G  | V  | N  | P  | GF | GS |
|  | ---- | ------------------ | -- | -- | -- | -- | -- | -- | -- |
|  | 1.   | Rivarolese         | 51 | 34 | 22 | 7  | 5  | 72 | 34 |
|  | 2.   | Borgotarese        | 43 | 34 | 18 | 7  | 9  | 53 | 26 |
|  | 3.   | Speranza           | 41 | 34 | 18 | 5  | 11 | 47 | 40 |
|  | 4.   | Imperia            | 38 | 34 | 16 | 6  | 12 | 58 | 46 |
|  | 5.   | Albenga            | 37 | 34 | 14 | 9  | 11 | 56 | 46 |
|  | 5.   | Pontedecimo        | 37 | 34 | 15 | 7  | 12 | 66 | 64 |
|  | 7.   | Corniglianese (-1) | 34 | 34 | 13 | 9  | 12 | 57 | 50 |
|  | 7.   | Varazze            | 34 | 34 | 11 | 12 | 11 | 55 | 56 |
|  | 9.   | Vado               | 33 | 34 | 11 | 11 | 12 | 65 | 54 |
|  | 9.   | Lavagnese          | 33 | 34 | 14 | 5  | 15 | 53 | 49 |
|  | 9.   | Rapallo Ruentes    | 33 | 34 | 14 | 5  | 15 | 55 | 62 |
|  | 12.  | Alassio            | 31 | 34 | 14 | 3  | 17 | 53 | 61 |
|  | 12.  | Entella            | 31 | 34 | 8  | 15 | 11 | 38 | 46 |
|  | 14.  | Bolzanetese        | 30 | 34 | 12 | 6  | 16 | 49 | 59 |
|  | 15.  | Novese             | 30 | 34 | 11 | 8  | 15 | 47 | 65 |
|  | 16.  | Cairese            | 29 | 34 | 11 | 7  | 16 | 55 | 65 |
|  | 17.  | Intemelia          | 24 | 34 | 6  | 12 | 16 | 34 | 57 |
|  | 18.  | Sarzanese          | 22 | 34 | 6  | 10 | 18 | 37 | 70 |

Legenda:
      Promosso in Serie C 1949-1950.
      Retrocesso in Prima Divisione 1949-1950.
 Retrocessione diretta.
Note:
Due punti a vittoria, uno a pareggio, zero a sconfitta.
L'Ilva Novese retrocesse dopo aver perso lo spareggio salvezza con la pari classificata Bolzanetese.
La Corniglianese fu penalizzata con la sottrazione di 1 punto in classifica.

### Risultati

#### Spareggio salvezza
|             | Risultati |             | Luogo e data            |
| ----------- | --------- | ----------- | ----------------------- |
| Bolzanetese | 1-0       | Ilva Novese | Varazze, 12 giugno 1949 |
|             |           |             |                         |

## Girone B

### Classifica
|  | Pos. | Squadra               | Pt | G  | V  | N  | P  | GF | GS |
|  | ---- | --------------------- | -- | -- | -- | -- | -- | -- | -- |
|  | 1.   | Luino                 | 44 | 30 | 19 | 6  | 5  | 60 | 23 |
|  | 2.   | Pray                  | 41 | 30 | 17 | 7  | 6  | 57 | 23 |
|  | 3.   | Laveno                | 39 | 30 | 17 | 5  | 8  | 74 | 51 |
|  | 4.   | Gattinara             | 37 | 30 | 17 | 3  | 10 | 67 | 44 |
|  | 4.   | Trinese               | 37 | 30 | 15 | 7  | 8  | 56 | 37 |
|  | 6.   | Stella Alpina Ponzone | 35 | 30 | 15 | 5  | 10 | 56 | 45 |
|  | 7.   | Angerese              | 33 | 30 | 11 | 11 | 8  | 42 | 39 |
|  | 8.   | Coggiola              | 30 | 30 | 11 | 8  | 11 | 51 | 46 |
|  | 8.   | Saviglianese          | 30 | 30 | 12 | 6  | 12 | 57 | 58 |
|  | 10.  | Verbania (-2)         | 29 | 30 | 14 | 3  | 13 | 51 | 48 |
|  | 11.  | Acqui                 | 27 | 30 | 10 | 7  | 13 | 46 | 42 |
|  | 11.  | Aosta                 | 27 | 30 | 11 | 5  | 14 | 37 | 45 |
|  | 13.  | Cuneo                 | 26 | 30 | 10 | 6  | 14 | 43 | 58 |
|  | 14.  | Pinerolo (-1)         | 20 | 30 | 8  | 5  | 17 | 29 | 54 |
|  | 15.  | Sestese               | 12 | 30 | 2  | 8  | 20 | 22 | 64 |
|  | 16.  | Borgomanerese (-3)    | 7  | 30 | 4  | 2  | 24 | 28 | 99 |

Legenda:
      Promosso in Serie C 1949-1950.
      Retrocesso in Prima Divisione 1949-1950.
Note:
Due punti a vittoria, uno a pareggio, zero a sconfitta.
Girone in sottonumero a causa della rinuncia della Juventus Domo, vedi aggiornamenti.
Pinerolo, Verbania e Borgomanerese penalizzati con la sottrazione rispettivamente di 1, 2 e 3 punti in classifica.

## Girone C

### Classifica
|  | Pos. | Squadra           | Pt       | G  | V  | N | P  | GF | GS |
|  | ---- | ----------------- | -------- | -- | -- | - | -- | -- | -- |
|  | 1.   | Villasanta        | 46       | 32 | 20 | 6 | 6  | 53 | 25 |
|  | 2.   | Mariano Comense   | 44       | 32 | 20 | 4 | 8  | 56 | 30 |
|  | 3.   | Lecco             | 43       | 32 | 18 | 7 | 7  | 71 | 31 |
|  | 3.   | Vis Nova Giussano | 43       | 32 | 18 | 7 | 7  | 58 | 41 |
|  | 5.   | Saronno           | 39       | 32 | 15 | 9 | 8  | 60 | 41 |
|  | 6.   | Cantù             | 37       | 32 | 16 | 5 | 11 | 48 | 47 |
|  | 7.   | Rhodense          | 33       | 32 | 15 | 3 | 14 | 44 | 36 |
|  | 7.   | Cuggiono          | 33       | 32 | 14 | 5 | 13 | 40 | 37 |
|  | 7.   | Sommese           | 33       | 32 | 14 | 5 | 13 | 60 | 59 |
|  | 10.  | Olginatese        | 29       | 32 | 13 | 3 | 16 | 58 | 55 |
|  | 11.  | Meda              | 27       | 32 | 10 | 7 | 15 | 42 | 47 |
|  | 11.  | Menaggio          | 27       | 32 | 11 | 5 | 16 | 45 | 51 |
|  | 13.  | Vimercatese       | 26       | 32 | 11 | 4 | 17 | 47 | 56 |
|  | 14.  | Falck             | 25       | 32 | 8  | 9 | 15 | 30 | 49 |
|  | 15.  | Tiranese          | 23       | 32 | 7  | 9 | 16 | 23 | 43 |
|  | 16.  | Caratese          | 21       | 32 | 7  | 7 | 18 | 32 | 66 |
|  | 17.  | Biumense (-1)     | 14       | 32 | 5  | 5 | 22 | 24 | 77 |
|  | ---  | Sondrio           | Ritirato |    |    |   |    |    |    |

Legenda:
      Promosso in Serie C 1949-1950.
      Retrocesso in Prima Divisione 1949-1950.
Note:
Due punti a vittoria, uno a pareggio, zero a sconfitta.
Biumense penalizzata con la sottrazione di 1 punto in classifica.
Il Sondrio, ritiratosi prima della 10ª giornata di ritorno, è stato radiato dai ruoli federali; solo in seguito è stato reintegrato nella Prima Divisione lombarda.

## Girone D

### Classifica
|  | Pos. | Squadra             | Pt       | G  | V  | N  | P  | GF | GS |
|  | ---- | ------------------- | -------- | -- | -- | -- | -- | -- | -- |
|  | 1.   | Sebinia Alto Sebino | 41       | 30 | 16 | 9  | 5  | 61 | 37 |
|  | 2.   | Abbiategrasso       | 40       | 30 | 15 | 10 | 5  | 59 | 32 |
|  | 3.   | Chiari (-1)         | 39       | 30 | 19 | 2  | 9  | 67 | 42 |
|  | 4.   | Fidenza             | 38       | 30 | 17 | 4  | 9  | 54 | 40 |
|  | 5.   | Melzo               | 35       | 30 | 15 | 5  | 10 | 59 | 48 |
|  | 6.   | Breno               | 34       | 30 | 14 | 6  | 10 | 49 | 31 |
|  | 7.   | Soresinese          | 33       | 30 | 13 | 7  | 10 | 50 | 38 |
|  | 8.   | Olubra              | 32       | 30 | 13 | 6  | 11 | 50 | 51 |
|  | 8.   | Trevigliese         | 32       | 30 | 13 | 6  | 11 | 41 | 43 |
|  | 10.  | Codogno             | 31       | 30 | 11 | 9  | 10 | 45 | 42 |
|  | 11.  | Corsico             | 27       | 30 | 8  | 11 | 11 | 43 | 52 |
|  | 12.  | Ardens              | 24       | 30 | 7  | 10 | 13 | 54 | 70 |
|  | 13.  | Bagnolese           | 23       | 30 | 9  | 5  | 16 | 39 | 50 |
|  | 14.  | Casteggio           | 20       | 30 | 9  | 2  | 19 | 42 | 66 |
|  | 15.  | Stradellina (-2)    | 14       | 30 | 5  | 6  | 19 | 36 | 60 |
|  | 16.  | Derthona (-1)       | 13       | 30 | 5  | 4  | 21 | 29 | 76 |
|  | ---  | Sant'Angelo         | Ritirato |    |    |    |    |    |    |
|  | ---  | Garlasco            | Ritirato |    |    |    |    |    |    |

Legenda:
      Promosso in Serie C 1949-1950.
      Retrocesso in Prima Divisione 1949-1950.
Note:
Due punti a vittoria, uno a pareggio, zero a sconfitta.
Derthona e Chiari penalizzati con la sottrazione di 1 punto, Stradellina di 2 punti in classifica.
Sant'Angelo ritirato durante il campionato e automaticamente retrocesso in Prima Divisione.
Garlasco rinunciatario prima dell'inizio del campionato e poi radiato dai ruoli federali per inattività.

## Girone E

### Classifica
|  | Pos. | Squadra              | Pt | G  | V  | N  | P  | GF | GS |
|  | ---- | -------------------- | -- | -- | -- | -- | -- | -- | -- |
|  | 1.   | Luparense            | 53 | 34 | 24 | 5  | 5  | 91 | 40 |
|  | 2.   | Trento               | 52 | 34 | 24 | 4  | 6  | 73 | 27 |
|  | 2.   | Cerea                | 52 | 34 | 24 | 4  | 6  | 86 | 44 |
|  | 4.   | Giorgione            | 47 | 34 | 19 | 9  | 6  | 83 | 37 |
|  | 5.   | Pellizzari Arzignano | 41 | 34 | 17 | 7  | 10 | 73 | 46 |
|  | 6.   | Thiene               | 33 | 34 | 9  | 15 | 10 | 49 | 47 |
|  | 7.   | Vittorio Veneto      | 32 | 34 | 9  | 14 | 11 | 54 | 50 |
|  | 7.   | Lanerossi Schio      | 32 | 34 | 11 | 10 | 13 | 56 | 52 |
|  | 7.   | Audace SME           | 32 | 34 | 11 | 10 | 13 | 47 | 52 |
|  | 7.   | Coneglianese (-1)    | 32 | 34 | 12 | 9  | 13 | 64 | 83 |
|  | 11.  | Bassanese            | 31 | 34 | 12 | 7  | 15 | 52 | 58 |
|  | 12.  | Rovereto             | 30 | 34 | 13 | 4  | 17 | 56 | 62 |
|  | 12.  | Legnago              | 30 | 34 | 11 | 8  | 15 | 51 | 64 |
|  | 12.  | Badia Polesine       | 30 | 34 | 9  | 12 | 13 | 36 | 55 |
|  | 15.  | Belluno              | 27 | 34 | 10 | 7  | 17 | 52 | 69 |
|  | 16.  | Lancia Bolzano       | 25 | 34 | 6  | 13 | 15 | 49 | 78 |
|  | 17.  | Montagnana           | 19 | 34 | 6  | 7  | 21 | 33 | 87 |
|  | 18.  | Merano               | 13 | 34 | 4  | 5  | 25 | 25 | 79 |

Legenda:
      Promosso in Serie C 1949-1950.
      Retrocesso in Prima Divisione 1949-1950.
Note:
Due punti a vittoria, uno a pareggio, zero a sconfitta.
Coneglianese penalizzata con la sottrazione di 1 punto in classifica.

## Girone F

### Classifica
|  | Pos. | Squadra              | Pt | G  | V  | N  | P  | GF | GS |
|  | ---- | -------------------- | -- | -- | -- | -- | -- | -- | -- |
|  | 1.   | Sandonà 1922         | 49 | 34 | 21 | 7  | 6  | 91 | 51 |
|  | 2.   | Portogruarese        | 45 | 34 | 18 | 9  | 7  | 57 | 30 |
|  | 3.   | Mira                 | 42 | 34 | 18 | 6  | 10 | 57 | 43 |
|  | 4.   | Ponziana             | 40 | 34 | 15 | 10 | 9  | 55 | 43 |
|  | 4.   | SAICI Torviscosa     | 40 | 34 | 14 | 12 | 8  | 64 | 61 |
|  | 6.   | Miranese             | 38 | 34 | 16 | 6  | 12 | 53 | 41 |
|  | 7.   | Palmanova            | 35 | 34 | 13 | 9  | 12 | 45 | 39 |
|  | 8.   | Monfalconese         | 34 | 34 | 15 | 4  | 15 | 49 | 45 |
|  | 9.   | Pro Cervignano       | 33 | 34 | 13 | 7  | 14 | 52 | 47 |
|  | 9.   | Sangiorgina          | 33 | 34 | 14 | 5  | 15 | 56 | 64 |
|  | 11.  | San Giovanni Trieste | 31 | 34 | 13 | 5  | 16 | 47 | 51 |
|  | 11.  | Sanvitese            | 31 | 34 | 14 | 3  | 17 | 56 | 62 |
|  | 13.  | Dolo                 | 30 | 34 | 12 | 6  | 16 | 42 | 56 |
|  | 13.  | Sant'Anna Trieste    | 30 | 34 | 11 | 8  | 15 | 49 | 68 |
|  | 15.  | Chiavris             | 28 | 34 | 8  | 12 | 14 | 49 | 66 |
|  | 16.  | San Marco Venezia    | 26 | 34 | 11 | 4  | 19 | 41 | 54 |
|  | 17.  | Cividalese           | 25 | 34 | 10 | 5  | 19 | 45 | 70 |
|  | 18.  | Cormonese            | 22 | 34 | 8  | 6  | 20 | 41 | 58 |

Legenda:
      Promosso in Serie C 1949-1950.
      Retrocesso in Prima Divisione 1949-1950.
Note:
Due punti a vittoria, uno a pareggio, zero a sconfitta.